# منطقه آشانتی
استان آشانتی (به لاتین: Ashanti Region) یک استان در غنا است که در مرکز این کشور واقع شده‌است.

## خصوصیات
استان آشانتی ۲۴٬۳۸۹ کیلومترمربع مساحت و ۴٬۷۸۰٬۳۸۰ نفر جمعیت دارد.